# Dmitry Debelka
Dmitry Debelka (n. 1 ianuarie 1976, Minsk, URSS – d. 24 februarie 2022, Minsk, Belarus) a fost un practicant de lupte greco-romane ce a reprezentat Belarus, medaliat olimpic. A participat la o ediție a Jocurilor Olimpice (2000) în care a câștigat o medalie de bronz.

## Participări
Lista de mai jos prezintă principalele competiții la care a participat Dmitry Debelka de-a lungul carierei.
- wrestling at the 2000 Summer Olympics – men's Greco-Roman 130 kg[*]